# Bué the Warrior

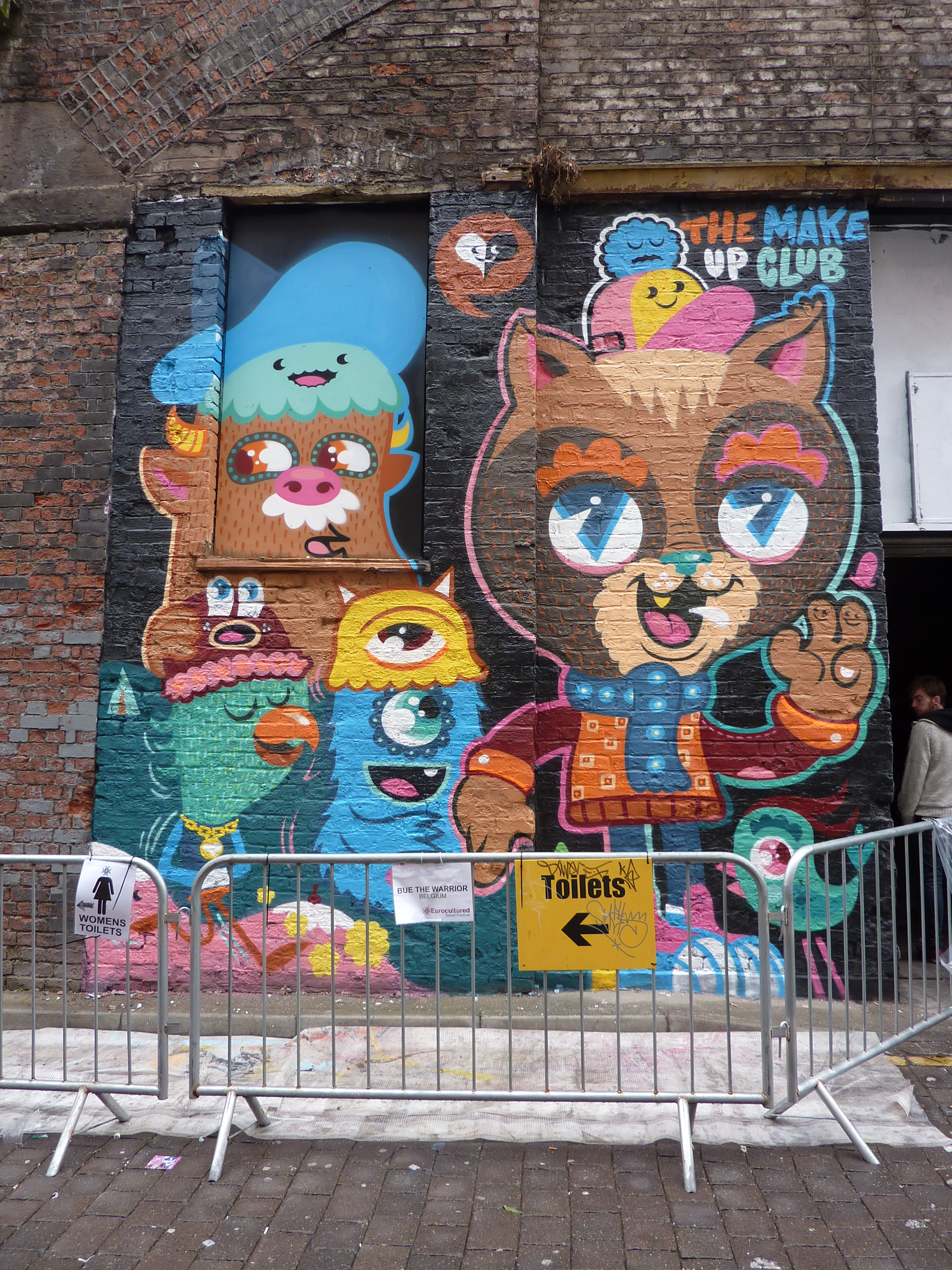
'The Make Up Club' door Bué the Warrior

Bué the Warrior is het pseudoniem van Dave De Rop, een graffitikunstenaar uit Gent (België). Hij is de kleinzoon van Eduard De Rop, een van de eerste medewerkers van Willy Vandersteen. Zoon Eric De Rop, de vader van Bué, is nog steeds tekenaar bij Studio Vandersteen.

## Biografie
Naar het voorbeeld van zijn vader en grootvader was Dave De Rop vroeg bezig met tekenen. Toen hij in 1991 in gesprek raakte met twee graffitikunstenaars moedigden ze hem aan om het eens op de stadsmuren te proberen, wat hij nog diezelfde avond deed.
Eerst werkte Dave De Rop onder de naam 'Burp', later verving hij de letters RP door de letter E, puur uit esthetische overwegingen. Dat 'bue' 'damp' of 'mist' betekent in het Frans, vond Bué een leuke bijkomstigheid: overal aanwezig en afwezig tegelijk. De woorden 'the warrior' voegde Bué later toe om aan te geven dat hij niet makkelijk opgeeft:
"Als het bijvoorbeeld buiten 10 graden vriest, en mijn tekening is nog niet klaar, dan zal ik toch verder werken. Als mijn handen dan ten minste nog meewillen."
Bué werkte aan een eigen stijl en na verloop van tijd maakte hij muurschilderingen over de hele wereld, vaak samen met andere lokale graffitikunstenaars, zoals Dear Smith uit Mexico en Chase uit Los Angeles.
Bué's werk onderscheidt zich door de grote hoeveelheid kleur en de vrolijke elementen die hij in zijn werk tracht te leggen. Over zijn eigen werk zegt Bué:
"Mijn werk is mellow, niet te conceptueel, niet politiek en ik voer geen propaganda. Het is gewoon fun!"

## Trivia
- Naast muurschilderingen ontwerpt Bué ook kleding. Beroemdheden als Steffi Graf en Heidi Klum dragen kleding die Bué heeft ontworpen voor het kledingmerk 'LinFashion'.[7][8] Bovendien ontwerpt hij speelgoed, knuffels en heeft hij zijn eigen kinderkledinglijn: 'Toykyo Kids'.[7]
- Bué richtte samen met Stefan Vandegehuchte en Pieter van der Helst het bedrijf 'HeyHey Apps' op, dat zich bezighoudt met apps voor kinderen.[9] Met de iPad-applicatie ‘Hey Hey Colours’ kunnen kinderen straattekeningen van Bué the Warrior zelf inkleuren.[7]